# Cheracebus lucifer
Cheracebus lucifer (лат.) — вид приматов из семейства саковых.

## Описание
Этот вид входит в одну группу с Cheracebus torquatus, Cheracebus purinus, Cheracebus medemi, Cheracebus lugens и Cheracebus regulus. Конечности, хвост и бакенбарды чёрные, спина и бока красновато-коричневые, горло белое, лапы оранжевые. От C. regulus отличается чёрной головой, от C. medemi оранжевыми, а не чёрными, лапами.

## Поведение
Как и остальные прыгуны, этот вид всеяден, в рационе листья, фрукты, мелкие животные. Образует небольшие семейные группы, каждая группа достаточно агрессивно защищает свою территорию.

## Распространение
Встречается в Бразилии, Колумбии, Эквадоре и Перу.

## Статус популяции
В 2008 году Международный союз охраны природы присвоил этому виду охранный статус «Вызывает наименьшие опасения» (англ. Least concern). Ареал достаточно обширный и расположен в удалённой части Амазонии. Плотность популяции в Перу оценивается между 2,5 и 2,8 особей на км².